# Numistral
Le portail Numistral  est le point d'accès unique vers les bibliothèques numériques du site universitaire alsacien qui comprend la Bibliothèque nationale et universitaire (Bnu), l'Université de Strasbourg et l'Université de Haute-Alsace.
Initialement lancée par la Bnu en 2013, la plate-forme en libre accès regroupe aujourd’hui plus de 100 000 documents numérisés provenant des trois établissements partenaires : manuscrits, incunables, livres, périodiques, documents iconographiques, médailles et pièces de monnaie.
Les documents versés dans Numistral sont libres de droits à l'exception de quelques ressources protégées au titre de la règlementation sur la propriété intellectuelle. L'accès à la plate-forme est gratuit et se fait sans authentification.

## Histoire

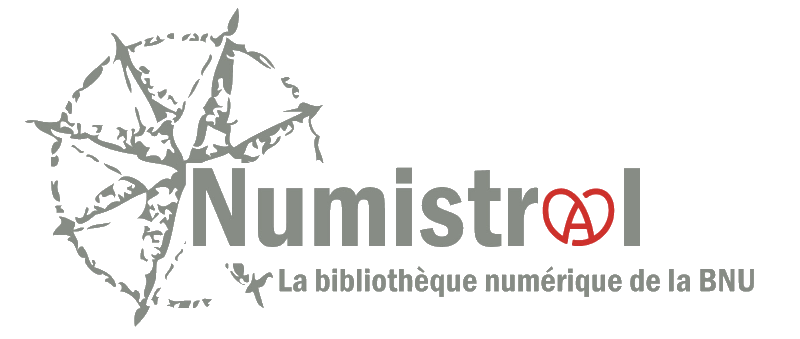
Premier logo de Numistral en 2013

Depuis 2013, la Bibliothèque nationale de France (BnF) propose aux bibliothèques qui souhaitent diffuser leurs collections numérisées d’utiliser l’infrastructure technologique de Gallica en « marque blanche » pour leur éviter de disposer de leur propre outil. La Bnu de Strasbourg a été la première bibliothèque à répondre à la proposition. Un partenariat est alors signé le 6 février 2013 entre les deux établissements. Entièrement développé et hébergé par la BnF, Numistral est officiellement ouvert au public le 4 octobre 2013 en tant que bibliothèque numérique de la Bnu.
La plate-forme permet alors la consultation sous licence ouverte de documents numérisés en provenance des collections de la Bnu mais également de ressources issues de Gallica et relatives à l’Alsace. Environ 40 000 documents sont mis en ligne à la fin de l'année 2013 représentant ainsi 600 000 pages et 25 téraoctets. En 2018, Numistral a enregistré 628 733 visites.
Dans le cadre d’un rapprochement entre la Bnu, l’université de Strasbourg et l’université de Haute-Alsace liés par le « contrat de site 2013-2017 », Numistral a évolué pour devenir le portail de l’ensemble du site universitaire alsacien. Inaugurée le 22 mai 2019, la nouvelle version permet d’interroger les bases de données documentaires des trois établissements universitaires et d’accéder à leurs fonds patrimoniaux numérisés. 

## Fonctionnement
Utilisant une plate-forme Drupal, le portail Numistral utilise le même moteur de recherche de contenus numérisés que Gallica afin d'interroger les bases de données des trois établissements partenaires. Ces derniers utilisent chacun des solutions logicielles distinctes : la base « Gallica marque blanche » pour la Bnu ; la solution Flora proposée par Decalog pour l’université de Haute-Alsace ; la solution ContentDM proposée par l’organisme OCLC pour l’université de Strasbourg.
Le financement de ce portail collectif provient de crédits octroyés par le Ministère de l'Enseignement supérieur, de la Recherche et de l'Innovation.

## Fonds numérisés
Numistral donne accès à plus de 100 000 documents numérisés issus des fonds patrimoniaux de différentes institutions et bibliothèques universitaires alsaciennes, dont notamment : 
- des tablettes cunéiformes, papyri et ostraca antiques ;
- des œuvres théologiques majeures comme des apocryphes bibliques, des manuscrits juifs de la Guéniza du Caire ou ceux de la Mystique rhénane, courant spirituel catholique médiéval ;
- d’autres manuscrits médiévaux et 190 livres imprimés en Alsace au XVIe siècle ;
- tous les manuscrits de Goethe conservés à la Bnu ;
- des cartes anciennes de l’Alsace et d’autres régions de l’Europe, ainsi que des monnaies et des médailles alsaciennes ;
- des récits de voyages et des livres d’amitiés du XVe au XIXe siècle ;
- des ouvrages scandinaves rares du XVIe au XVIIIe siècle ;
- des titres de presse protestants du XVIIIe au XXe siècle ;
- des ouvrages alsatiques de référence du XIXe siècle, des titres de presse régionaux ainsi que des illustrations alsaciennes : photographies, estampes, cartes postales, affiches et dessins ;
- des fonds numérisés dans le cadre de partenariats scientifiques comme le fonds Auguste Scheurer-Kestner (histoire de la chimie) et le fonds Léopold Auguste Warnkoenig (histoire du droit)[9] ;
- des collections de la Bibliothèque de l'université et de la Société industrielle de Mulhouse (BUSIM) ;
- des journaux de tranchées numérisés à l’occasion du centenaire de la Première Guerre mondiale dans le cadre du programme « Europeana Collections 1914-1918 » ;
- des affiches relatives à l’histoire de l’Europe et à celle des institutions européennes[10].